# David Gregory (wiskundige)

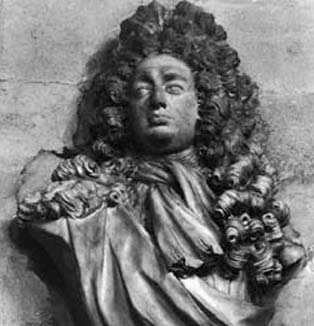
David Gregory

David Gregory (Aberdeen (Schotland), 3 juni 1659 - Maidenhead (Berkshire, Engeland), 10 oktober 1708) was hoogleraar op de Savilian Chair (Savile-leerstoel) voor astronomie te Oxford en commentator van Isaac Newtons Principia Mathematica.

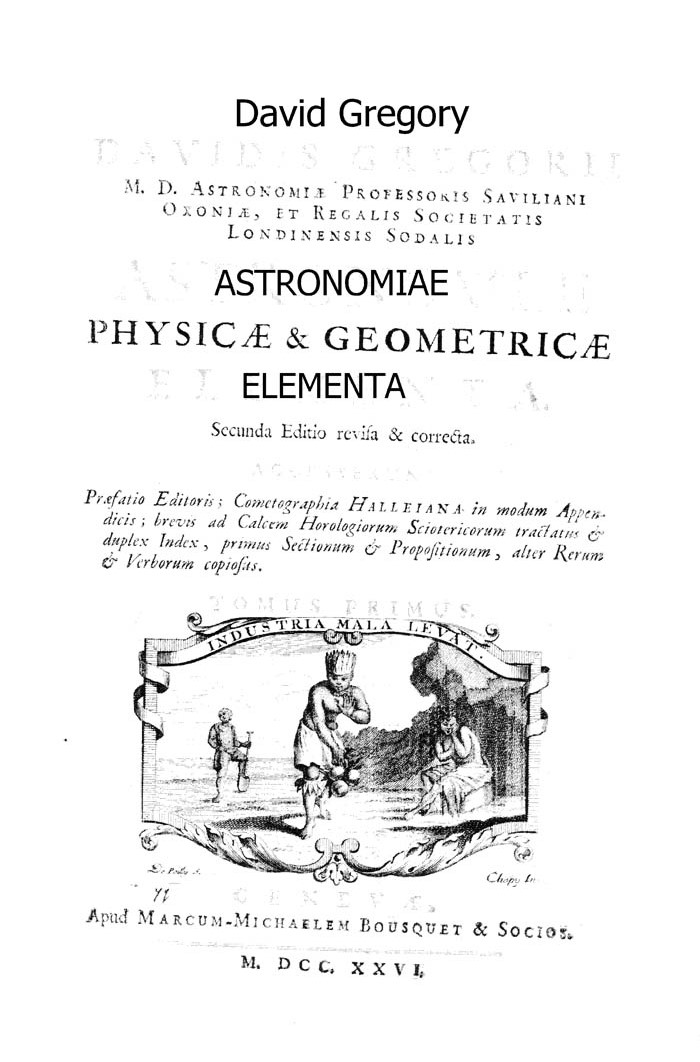
Astronomiae physicae et geometricae elementa, 1726

Gregory werd geboren te Aberdeen in Schotland. Hij was de neef van James Gregory. Hij studeerde van 1671 tot 1675 aan het Marischal College van de University of Aberdeen, vanaf zijn twaalfde jaar, maar er zijn geen aanwijzingen dat hij zijn bul behaald heeft. Na zijn studententijd vertrok hij, zestien jaar oud, voor een studiereis naar het continent. Hij bezocht verschillende landen en keerde in 1683 terug in Schotland. Op vierentwintigjarige leeftijd werd hij aangesteld als docent wiskunde aan de University of Edinburgh.
In 1690 week Gregory uit naar Engeland, om zo een periode van politieke en religieuze onrust in Schotland te ontlopen. Daar werd hij in 1691, grotendeels dankzij de invloed van Isaac Newton, gekozen tot hoogleraar op de Savilian Chair voor sterrenkunde te Oxford. Datzelfde jaar werd hij gekozen tot Fellow van de Royal Society.
- Bibsys: 2086367
- Catàleg d'autoritats de noms i títols de Catalunya: 981058519158206706
- CiNii: DA09949768
- Digitale Bibliotheek voor de Nederlandse Letteren: greg030
- Gemeinsame Normdatei: 129551651
- International Standard Name Identifier: 0000 0001 2119 0411
- Library of Congress Control Number: n84055919
- Mathematics Genealogy Project: 115713
- Nationale bibliotheek van Australië: 35149596
- Nationale Bibliotheek van Israël: 987007262059305171
- Nederlandse Thesaurus van Auteursnamen: 128763310
- Istituto Centrale per il Catalogo Unico: UFIV120765
- SNAC: w62z40k7
- Système universitaire de documentation: 076569985
- Trove: 842799
- Virtual International Authority File: 6014298
- WorldCat: E39PBJbGQx8RgVWFWhVyY9XPQq